# ストラスコーナ・アンド・マウントロイヤル男爵
ストラスコーナ・アンド・マウントロイヤル男爵（ストラスコーナ・アンド・マウントロイヤルだんしゃく、英: Baron Strathcona and Mount Royal）は、イギリスの男爵、貴族、連合王国貴族爵位。スコットランド生まれのカナダ人実業家ドナルド・スミスが1900年に叙位されたことに始まる。その後ハワード家に女系継承されて現在に至る。

## 歴史

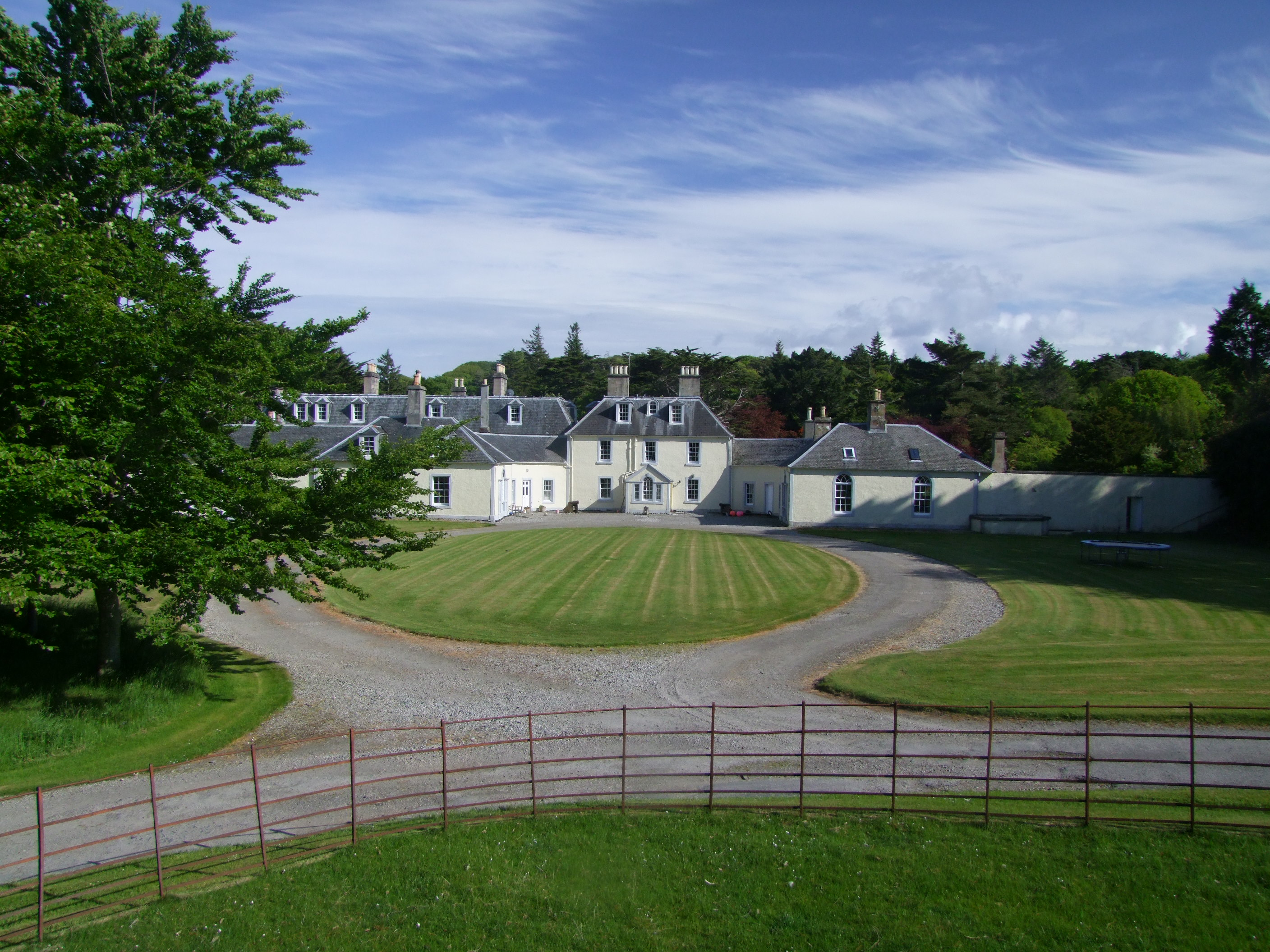
男爵家の邸宅コロンゼー・ハウス

投資家ドナルド・スミスはスコットランド生まれのカナダ人実業家で、国策会社ハドソン湾会社総督やモントリオール銀行頭取を務めた人物である。スミスは1897年8月23日に連合王国貴族として「アーガイル州グレンコー及びカナダ・ケベック市マウントロイヤルのストラスコナ=マウントロイヤル男爵（Baron Strathcona and Mount Royal, of Glencoe in the County of Argyll and of Mount Royal in the City of Quebec, Canada）」に叙された。さらに1900年、同じく連合王国貴族の「カナダ・ケベック市マウントロイヤル及びアーガイル州グレンコーのストラスコナ=マウントロイヤル男爵（Baron Strathcona and Mount Royal, of Mount Royal in the City of Quebec, Canada, and of Glencoe in the County of Argyll）」を授けられた。スミスには息子がおらず、一人娘マーガレット・シャーロットがいるのみだった。そのため1900年の爵位には、マーガレットとその男子にも継承を許す特別継承権が付されていた。
そのため初代男爵が死去すると、1897年の男爵位は廃絶したが、マーガレットが1900年の男爵位を継いだ。
2代女男爵マーガレットは、外科医ロバート・ジャレド・ブリス・ハワード (Robert Jared Bliss Howard) と結婚したことから、以降は夫妻の息子（3代男爵）の系統が爵位継承を続けている。
3代男爵ドナルドは、統一党（ユニオニスト）所属の庶民院議員（ノース・カンバーランド選挙区選出）を務めたほか、挙国一致内閣下で国王親衛隊隊長、戦争政務次官を歴任した。
その子の4代男爵ドナルドは、マーガレット・サッチャー首相の下で国防省を所管する閣外大臣を務めた。
その息子の5代男爵アンソニーが男爵家現当主である。

初代男爵は、その資産から、200万ドル近くを教育機関に遺贈し、うち50万ドルはイェール大学に贈られた。これを受けて、イェール大学のキャンパスに新設された、教室や事務室を含む新しい建物シェフィールド＝スターリング＝ストラスコーナ・ホール (Sheffield-Sterling-Strathcona Hall) には、初代男爵を讃えて男爵名の一部が建物の名称に含まれている。
男爵家の本拠は、スコットランド西部のインナー・ヘブリディーズ・コロンゼー島に位置するコロンゼー・ハウスとされている。

## 一覧

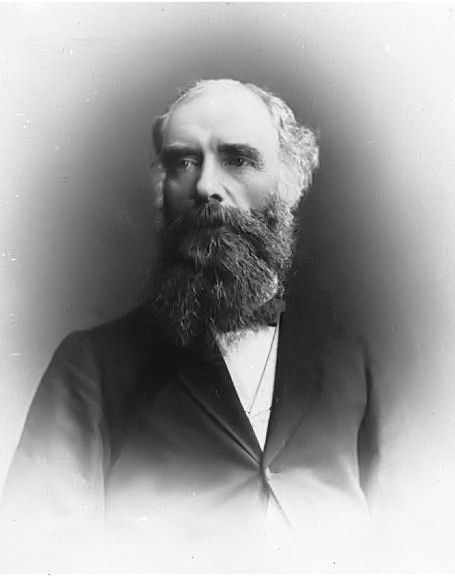
初代男爵ドナルド・スミス。

### ストラスコーナ=マウントロイヤル男爵（第1期；1897年）
- 初代ストラスコーナ=マウントロイヤル男爵ドナルド・アレキサンダー・スミス（英語版）（1820年 – 1914年）[4]

### ストラスコーナ=マウントロイヤル男爵（第2期；1900年）
- 初代ストラスコーナ=マウントロイヤル男爵ドナルド・アレキサンダー・スミス（英語版）（1820年 – 1914年）
- 第2代ストラスコーナ=マウントロイヤル女男爵マーガレット・シャーロット・ハワード（英語版）（1854年 – 1926年）
- 第3代ストラスコーナ=マウントロイヤル男爵ドナルド・スターリング・パーマー・ハワード（英語版）1891年 – 1959年）
- 第4代ストラスコーナ=マウントロイヤル男爵ドナルド・ユアン・パーマー・ハワード（英語版）（1923年 – 2018年）
- 第5代ストラスコーナ=マウントロイヤル男爵ドナルド・アレクサンダー・ユアン・ハワード（1961年 - ）

爵位の法定推定相続人は現当主の息子（ドナルド・）アンガス・ルーリー・ハワード閣下 (the Hon. (Donald) Angus Ruaridh Howard、1994年 - ）。

## 系図
- Donald Alexander Smith, 1st Baron Strathcona and Mount Royal (1820–1914)[5]
  -  Margaret Charlotte Howard, 2nd Baroness Strathcona and Mount Royal (1854–1926)
    -  Donald Sterling Palmer Howard, 3rd Baron Strathcona and Mount Royal (1891–1959)
      -  (Donald) Euan Palmer Howard, 4th Baron Strathcona and Mount Royal (1923–2018)
        -  (Donald) Alexander Euan Howard, 5th Baron Strathcona and Mount Royal (b. 1961)
          - (1) Hon. Donald Angus Ruaridh Howard (b. 1994)

        - (2) Hon. Andrew Barnaby Howard (b. 1963)
          - (3) Kier Hamish Shackleton Howard (b. 2000)

      - (4) Hon. Jonathan Alan Howard (b. 1933)
        - (5) Olaf Philipson Howard (b. 1970)

    - Hon. Sir Arthur Jared Palmer Howard (1896 – 1971)
      - Alexander Howard (1930 – 2014)
        - (6) Shamus Alexander Howard (b. 1962)
        - (7) Harry Alexander Howard (b. 1967)
        - (8) Rory Jared Howard (b. 1973)